# Nitrato de bismuto(III)
Nitrato de bismuto(III) é um composto inorgânico de fórmula química Bi(NO3)3. A forma mais comum encontrada desse sal é a pentahidratada. É utilizado na sintese de vários compostos de bismuto. É o único sal de nitrato formado por elemento do grupo 15.

## Síntese e reação
Nitrato de bismuto(III) pode ser preparado pela reação do bismuto metálico com ácido nítrico concentrado.
{\displaystyle {\ce {Bi + 4HNO3 -> Bi(NO3)3 + 2H2O + NO}}}
É solúvel em acetona, ácido acético e glicerol, mas praticamente insolúvel em etanol e acetato de etila.
Sob aquecimento o nitrato de bismuto pode se decompor formando dióxido de nitrogênio, NO2.